# Georg Ludwig Jochum
Georg Ludwig Jochum (Babenhausen, Alemanya, 10 de desembre de 1909 - Mülheim, 1 de novembre de 1970), fou un director d'orquestra alemany, germà petit del conegut Eugen, amb qui comparteix el mateix vincle per la música d'Anton Bruckner.

## Biografia
Georg Ludwig era fill d'un professor catòlic, organista, director de cor i director. Va estudiar al Conservatori Leopold Mozart d'Augsburg i a l'Acadèmia de Música de Múnic amb Josef Pembaur, Siegmund von Hausegger i Joseph Haas. L'any 1932, quan només tenia 23 anys, va ser nomenat director musical de l'Ajuntament de Münster. Actua amb l'orquestra i al teatre de Münster i Lortzing. El 1934 es va traslladar a Frankfurt com a primer mestre de capella i va dirigir l'Òpera i els concerts (Museumskonzerte). L'any 1937 fou director musical de Plauen i director musical del Teatre Municipal. L'1 de maig de 1937 es va afiliar al NSDAP (número de soci: 5.794.680), però va ser retirat de les llistes el gener de 1941, sense poder renovar la seva afiliació.
De 1940 a 1945 va ser director de música a Linz, dirigint òpera al teatre. Presidí l'Orquestra Simfònica Municipal, que des de 1943 s'anomenà "Reichs-Bruckner-Orchester" per ordre de Hitler per a la ràdio estatal (Großdeutschen Rundfunks), quan va realitzar els seus primers enregistraments l'abril de 1944, durant un concert per l'aniversari de Hitler. Amb aquesta orquestra, des de 1943 dissenya un festival Bruckner a l'Abadia de Saint-Florian.
Després de la guerra, va estar breument a la llista negra dels exèrcits d'ocupació aliats, però el 1946 va reprendre la vida musical com a director de l'orquestra simfònica de Duisburg. Hi va actuar al Mercatorhalle fins al 1968, abans de retirar-se. Al teatre de Duisburg va actuar amb la Deutschen Oper am Rhein. Fins al 1958 també va ser director del Conservatori de Duisburg.
Durant les temporades 1948 a 1950, va dirigir l'Orquestra Simfònica de Bamberg i, a principis dels anys 50, la RIAS-Symphonie-Orchester de Berlín; Va aparèixer com a convidat arreu d'Europa, Japó i Amèrica del Sud.

## Discografia
A part d'una obra gairebé completa de Bruckner (publicada pel segell Tahra l'any 1996; falten el 4t i el 7è), es troben sobretot a les cintes conservades obres de Beethoven, César Franck, Dmitri Xostakóvitx, Aleksandr Glazunov, Joseph Haydn, Franz Schubert i Louis Spohr.
- Bruckner, Symphonie no 1 - Orchestre symphonique du RIAS, Berlín (3–4 febrer 1956, Tahra TAH 162) (OCLC 78574298)
- Bruckner, Symphonie no 2 - Reichs-Bruckner Orcherter, Linz (Viena, 5–7 setembre 1944, Tahra TAH 163)
- Bruckner, Symphonie no 3 - Orchestre de la radio de Stuttgart (19 novembre 1964, Tahra TAH 164)
- Bruckner, Symphonie no 5 - Reichs-Bruckner Orcherter, Linz (Viena, 25 maig 1944, Tahra TAH 166)
- Bruckner, Symphonie no 9 - Orchestre symphonique du RIAS, Berlín (9 març 1954, Tahra TAH 170)
- Xostakóvitx, Concerto per a piano no 1 - Eugen List, piano; Orchestre de l'opéra de Berlín (Viena 1960, MCA MCAD2-9823A)
- Fortner, Concerto pour violon - Gerhard Taschner, violon; Orchestre symphonique du RIAS, Berlín (EMI Classics)
- Mozart, Concerto pour piano no 12 - Leon Fleisher, piano; Orchestre symphonique de la radio de Cologne (Ica Classics 5121)
- Mozart, Concerto pour piano no 23 - Robert Casadesus, piano; Orchestre symphonique de la radio de Cologne (1956, Medici Masters 32-2)
- Mozart, Concerto pour piano no 24 - Glenn Gould, piano; Orchestre symphonique de la radio de Stockholm (30 setembre 1958, BIS CD-323/324)
- Mozart, Symphonies no 27 K.199 et no 30 K.202; Orchestre Symphonique de Bamberg, 1951, LP mono L'Oiseau Lyre OL-LD6.

Aquesta secció, no és prou detallada o està incompleta. La vostra ajuda serà benvinguda.